# 暖房車

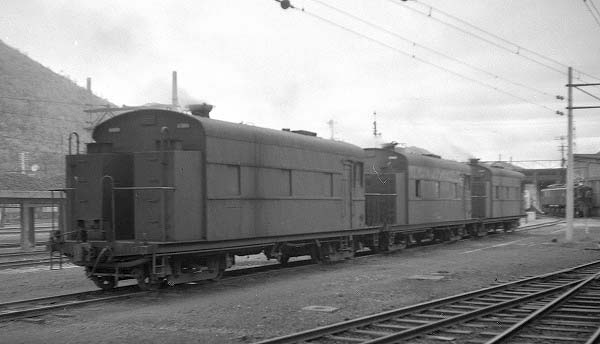
日本国有鉄道のマヌ34形暖房車

暖房車（だんぼうしゃ）は、かつて日本国有鉄道（国鉄）などに存在した鉄道車両（客車）の一つ。蒸気暖房用の蒸気を発生させるためのボイラーを積んだ車両のことで、事業用車扱いであった。

## 概要

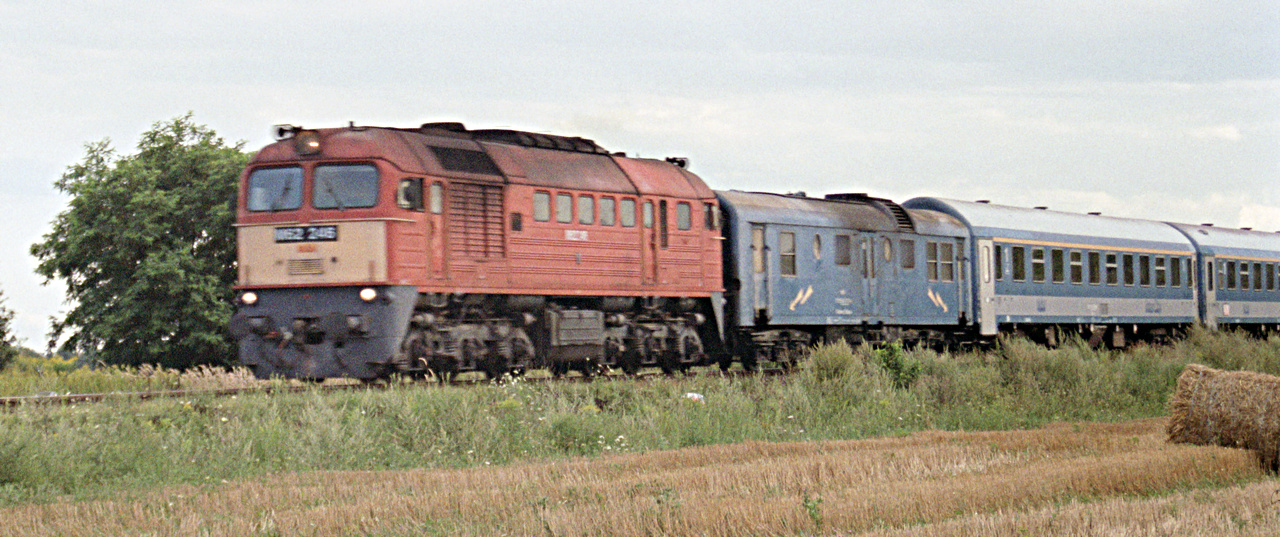
機関車の次位に連結されている車両が暖房車

電車や気動車などのような独自の暖房装置を搭載していなかった客車列車の場合、蒸気機関車 (SL) が動力源として作り出した蒸気の一部を配管を通じて客車に流すことで暖房にしていたが、稼働しても蒸気が発生しない電気機関車 (EL)・ディーゼル機関車 (DL) が牽引する列車ではそれができないことから、冬場には蒸気を供給する暖房車が連結された。燃料には石炭を使っており、そのため電化路線でも冬にはトンネル通過の際に窓を開けていると、暖房車から出る煤が入ってくる事があった。
日本におけるこの車種の起源は、信越本線横川駅 - 軽井沢駅間の碓氷峠で使用されていた歯車車の一部（7両）に、1921年から1923年にかけて暖房用ボイラーを設置したことである。同区間では、1912年の電化によって電気機関車が使用され、1921年には電気機関車による運転のみとなった。短区間とはいえ運転に1時間以上を要し、冬季の寒さも厳しかったことから暖房なしというわけにいかなかったためである。

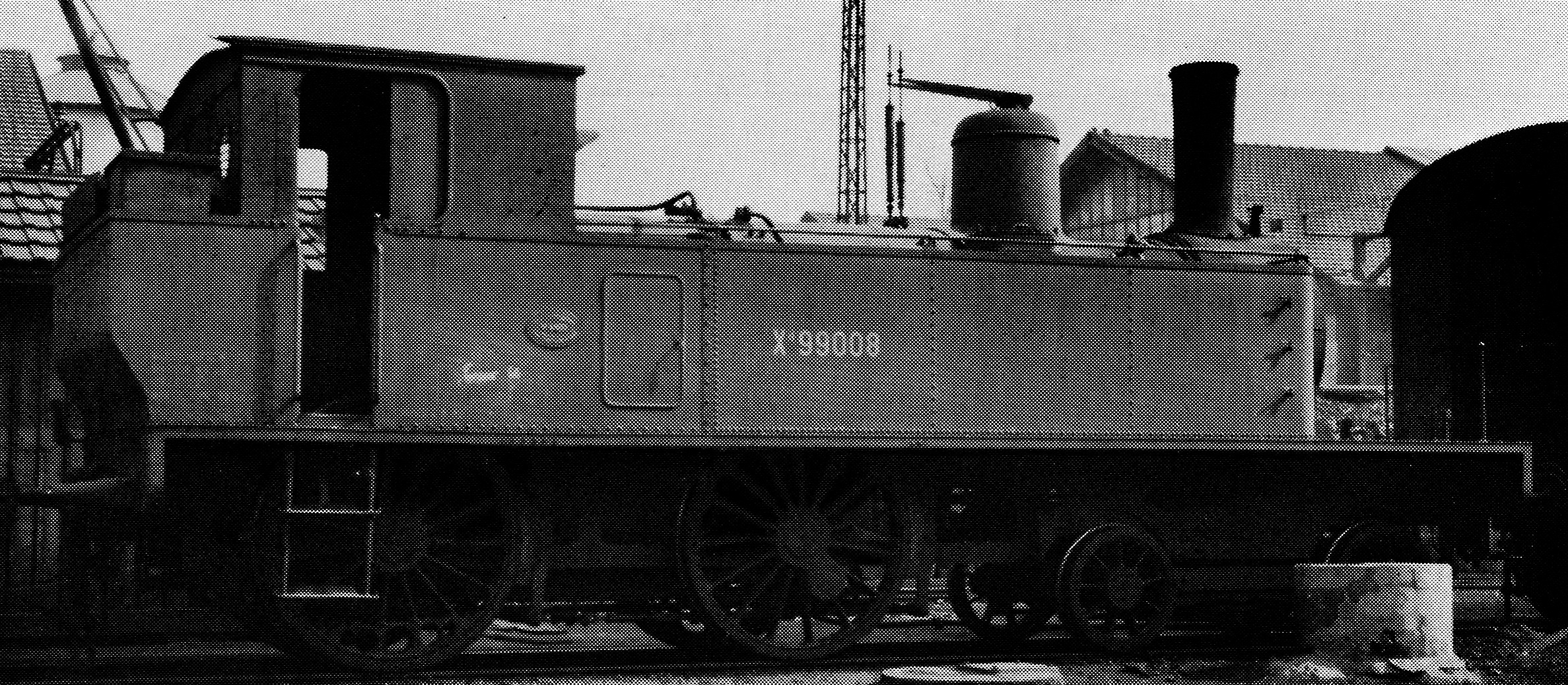
ロッドなどの走行装置を外され、代用暖房車として使用された機関車の例

1925年12月には、横須賀線、東海道本線（東京駅 - 国府津駅間が電化され、国鉄ED17形電気機関車などによる運転が開始された。当初は事故に備えて電気機関車の次位に蒸気機関車を連結。電気機関車は暖房用スチーム供給装置を有していなかったため、蒸気機関車が客車にスチームを供給したが、翌1926年には初の本格的暖房車ホヌ20200形→ホヌ30形が製造された。その後、1929年にスヌ6850形、1934年に中央本線用のナヌ6900形、1936年に東海道本線用のオヌ6880形が製造された。後年の大型暖房車の登場に伴い、初期のものには上越線や仙山線といった地方電化線区に転属したものも出てきた。
昭和30年台になると淘汰が進んだが、水郡線では逆にDD13型の配属によって暖房車が必要になる稀なケースもあった。
暖房車は寒さの厳しい地域の冬場にしか使う必要がなく、冬場以外の時期は全くの遊休車両となる上に、列車に連結することでその分牽引できる車両の重さが制限されてしまい、またボイラーへの石炭投入や水の供給を行うために機関士の資格のある乗員が必要になる等の欠点があった。そして、なによりも無煙化の効果を台なしにする問題もあった。
このため、1939年に蒸気発生装置を積んだ電気機関車EF56形が、1940年には改良型のEF57形が製造された。しかし、戦後に旅客用として製造されたEF58形は製造当初、蒸気発生装置を搭載していなかったうえ、1949年の東海道本線浜松電化に必要となる暖房車の新製が、当時日本を占領していた連合軍総司令部 (GHQ) によって認められなかった。そのため老朽化したタンク機関車（2120形）のボイラーや終戦によって余剰となっていた戦時設計形無蓋車トキ900形の台枠等を使用してマヌ34形が改造名義で製造された。
また、同年7月には暖房車の改番が行われ、1928年の称号規程改正で雑形に分類されていた暖房車は、この時に他の鋼製客車と同等の付番体系に改められた。
戦後は機関車自体にその種の暖房装置を搭載する方針が定められ、旅客用の電気機関車・ディーゼル機関車に蒸気発生装置 (SG) を取り付けることになった。その後、電気機関車の一部は電気暖房を採用するなどした結果、暖房車の必要な客車列車そのものの減少もあって、1973年春までに廃止された。使用されている金属が良質であったことなどから全て解体されており、保存車両は1両も残っていない。
鉄道車輌としての暖房車は姿を消したが、東日本旅客鉄道ではイベント運転において高崎車両センターのDLがSL列車を牽引することがあり、同センターのDLはSG未搭載のため、DL牽引時も併結されているSLから暖房用の蒸気が供給されている。用途としては代用暖房車そのものである。
変わった例としては、客貨混合列車が蒸気機関車牽引であったにも関わらず、機関車と客車の間に蒸気暖房管が引き通されていない貨車が連結されることがあるため、やむを得ず暖房車を併結した列車もあった。また、北陸本線米原駅 - 田村駅に交直流切替え用の非電化区間が存在した時期には、電気機関車の代わりに短区間を蒸気機関車が牽引したが、その際も優等列車の停車時間を短くするために、あえて暖房車を連結したままということもあった。
なお、国鉄における車両表記はヌであった。一説によると「ぬくめる」や「ぬくもり」が由来だという。

## 主な形式
国鉄
- ヌ100（←ヌ1000←ヨ7000。簡易暖房車）
- ヌ200（ヌ100形改造の碓氷峠専用車）
- ヌ600（←ヌ6000←ヌ9050←ピ1。歯車車改造の碓氷峠専用車）
- ホヌ30（←ホヌ6800←ホヌ20200）
- スヌ31（←スヌ6850）
- ナヌ32（←ナヌ6900）
- オヌ33（←オヌ6880）
- マヌ34